# Vuelo 845 de Pan Am
El Vuelo 845 de Pan Am fue un vuelo internacional programado de Los Ángeles a Tokio con escala en San Francisco. El 30 de julio de 1971, el Boeing 747-121 que operaba el vuelo, se golpeó con las luces de aproximación de la pista causando el desprendimiento de un tren de aterrizaje trasero causando también daños severos en la aeronave, causando su retorno de emergencia al Aeropuerto Internacional de San Francisco que al aterrizar este se empezó a incendiarse en la parte de la barriga del avión. Los 218 ocupantes de la aeronave sobrevivieron con algunas heridas leves.